# 米泰華拉
米泰華拉（英語：Dorabjee Naorojee Mithaiwala，?—1904年7月7日），印度巴斯人，澳門、香港與印度貿易的富商名人。米泰華拉是古波斯的火祆教徒，當年是香港有名的教派，與麼地 、J.H.律敦治、碧荔等是同一宗教 。米泰華拉約於1852年從澳門移居香港，是天星小輪之前身九龍小輪創辦人。同時約在1870年左右經營香港島和九龍半島多座酒店 。